# ИМТ
Индустрија машина и трактора а. д. (скраћено ИМТ) била је фабрика пољопривредних машина која се налазила на Новом Београду у блоку 64. Од 1955. до 2015. године произведено је укупно 780 хиљада трактора. Рекорд је остварен 1988. године када је произведено 42.500 трактора и 35.000 прикључних машина, а вредност производње те рекордне године је био 600 милиона немачких марака. Фабрику ИМТ у стечају је купио индијски гигант ТАФЕ априла 2018. године.

## Историјат
Године 1947, основана Централна ливница, која се три године касније удружила са још четири предузећа из истог подручја формирајући Металски завод „Александар Ранковић“. Завод је 1954. преименован у Индустрија трактора и машина - ИТМ. Након двогодишњих упоредних испитивања различитих страних трактора 1953. и 1954. године у Институту за пољопривредну механизацију у Земун Пољу, а на основу добијених резултата, држава је донела одлуку о откупу лиценце за производњу трактора америчке марке Маси Фергусон. Након тога отпочела је производња трактора Фергусон 20, 30 и 35. Године 1959, извршена је реконструкција и проширење капацитета фабрике за производњу 4000 трактора годишње. Године 1964, је почела производња трактора ИМТ 555 домаће конструкције који базиран на претходне фергусонове моделе. Фабрика добија данашњи назив Индустрија машина и трактора - ИМТ, 1965. Године 1970. проширени су производни капацитети увођењем нове линије за серијску производњу трактора ИМТ 575. Марта 1976. отворена је нова фабрика која има капацитет за производњу пар десетина хиљада трактора. Уведена је нова линијска опрема за серијску производњу на високом нивоу у складу са стандардима из 70-их. Тада почиње масовна израда трактора точкаша серије 500 од 35 до 220 КС (ИМТ-533Ф, ИМТ-540, ИМТ-558, ИМТ-560, ИМТ-577, ИМТ-578, ИМТ-579, ИМТ-588 од 80 КС, ИМТ-589 од 80КС, ИМТ-5160 од 160КС и ИМТ-5200 од 220 КС). Године 1988. остварен је рекорд у производњи када је израђено 45.000 трактора и 35.000 машина. У фабрици је 1988. године било запослено 9.800 радника, да би овај број до 2005. спао на 1.745 радника.
Од 1970. до 1986. директор је био Радослав Радовић.

## ИМТ 533 и 539
Трактори ИМТ 533 и 539 су лаки за руковање изузетно покретљиви и окретни а добили су легендарни статус јер представљају средства која су обележила ширење механизације у сеоском срединама у ситним и средњим земљорадничким газдинствима у другој половини 20. века на овим просторима. Први трактор има мотор од 35 КС и носио је ознаку ИМТ 533, а касније је израђена варијанта и са мотором од 39 КС, мотор ИМР М33/T и носио је ознаку ИМТ 539. Трактори су лиценцни, фабрике Маси Фергусон, а мотори такође лиценцни фабрике Перкинс. Поузданост ових трактора је велика, и уз минимум одржавања, реалан век мотора до генералне оправке је око 4000 радних часова, а није реткост да су забележени мотори и са 6000 и више радних сати. Укупна дужина трактора је 2972 mm, ширина са нормалним размаком точкова 1625 mm, висина 1372 mm, уздужна пролазност (клиренс) је по средини 320 mм, испод осовине 533 mm, растојање осовине 1830 mm, тежина трактора са горивом, уљем и водим је 1440 kg. Тип мотора је 33/Т-ЛП троцилиндрични, четворотактни дизел-мотор.
Трактори су израђивани у ИМТ-у, мотори су склапани у ИМР-у, а склопови мотора у следећим фабрикама: цилиндарски склоп - ПДМ Младеновац или 27. март Нови Сад, вентили ПП Ужице, блок мотора ФОБ, коленасто вратило ИМР, клипњаче ИМР или Ковачица ЗЦЗ, опрема за напајање горивом ИПМ Београд, електропрема Искра Крањ, филтри и спојнице КРОН или ФРАД. Мењач је механички, са хидрауличком пумпом кулисног типа. Захтеви за подмазивањем ових трактора су сведени на најмању меру.
У фабрици ИМТ на Новом Београду се производе следећи производи: тањираче, ротационе ситнилице и рототилери, плугови, култиватори, загртачи, сејалице, приколице и трактори. Производња трактора у 1988. години била је 41514, а у 2005. години 2172 трактора. До 2005. године произведено је око 800 хиљада трактора и око 600 хиљада оруђа. У међународној трговини ИМТ је извезао 107 700 трактора и око 11 950 прикључних машина и оруђа у 84 државе широм света.

## Серија ИМТ 2000.
Стручњаци ИМТ су 2009. представили нову серију ИМТ 2000, у коју спадају модели новог дизајна: ИМТ 2050 , ИМТ 2065 и ИМТ 2090. Ова серија трактора служи за све врсте радова у пољопривреди и транспорту, а одликује их лако руковање, синхронизован мењач, подесиви стуб управљача, плашт мотора од полиестера и савремен дизајн кабине.

### Серија ИМТ С
На 79. Пољопривредном сајму у Новом Саду 2012, ИМТ је представио нову серију трактора С (ИМТ-539С (42 КС), ИМТ-549С, ИМТ-550С и ИМТ-555С (52 КС)), које одликује плашт мотора од полиестера и савремен дизајн кабине. Мотори су нешто јачи него на стандардној серији трактора за по неколико коњских снага, уграђен им је десетостепени мењачки преносник, а имају и хидраулички сервоуправљач.

## Транзиција
Након 2000. године у земљи се спроводи агресивна транзиција, врши се приватизација привредних субјеката, долази до преласка друштвене и државне имовине у приватну. Овај процес у пракси је имао негативне последице јер долази до масовне деиндустријализације у земљи, a и тиме до губитака огромног броја радних места у производњи. Током тог периода у ИМТ-у долази, из године у годину, до смањење производње, која се последњих година огледала у производњи пар стотина трактора, да би се 2015. године свела на свега стотинак трактора. Године 2014, од 900 радника њих 500 одлази на биро рада. Августа 2015. године у ИМТ-у је у потпуности престала производња док преосталих 360 радника одлази на биро рада.

## Галерија
- IMT-540 De luxe
- IMT-560
- IMT-549 4WD (тзв. „дуплак”)
- IMT-533 DeLuxe